# Rivière Asatawasach
Rivière Asatawasach är ett vattendrag i Kanada.   Det ligger i provinsen Québec, i den östra delen av landet, 900 km norr om huvudstaden Ottawa.
Trakten runt Rivière Asatawasach består huvudsakligen av våtmarker. Trakten runt Rivière Asatawasach är nära nog obefolkad, med mindre än två invånare per kvadratkilometer.